# Julie Pietri
Julie Pietri, nom artístic de Nicole Juliette Pietri, és una cantant francesa, nascuda l'1 de maig de 1955, a l'Alger (Algèria). Va formar part de la comunitat anomenada Peus negres (francesos repatriats d'Algèria). Actualment viu a París.
El gran públic la va conèixer arran de la seva cançó Éve, leve-toi, número 1 del Top 50 (novembre de 1986). Altres cançons d'èxit d'ella han estat Magdalena, Je veux croire, Et c'est comme si, Amoureux fous (en duet amb Herbert Léonard, Nouvelle vie, Canto di Sorenza, Si on parlait de ma vie, etc.)
Considerada com una "musa dels anys 80", Julie Pietri va recórrer els anys 90 de manera més discreta, en particular per dedicar-se a l'educació de la seva filla, abans de viure un ressorgiment de la popularitat a partir dels anys 2000. Als anys 2010 va participar al Tender. Age and Heads of Wood and Stars 80 visites.

## Biografia
Infància a Algèria, després al Marroc (1955-1966)
Julie és filla de Xavier Pietri i Denise, la seva dona. Té un germà gran, John. Té un besavi negre americà.
Julie Pietri va passar els seus primers anys a Algèria, on va començar la insurrecció independentista del FLN l'1 de novembre de 1954, poc abans del seu naixement.
Arran dels acords d'Evian (19 de març de 1962), Algèria va aconseguir la independència l'1 de juliol. Malgrat l'alto el foc, aquest període de transició va estar marcat per una gran inseguretat, fins i tot esdeveniments tràgics, en particular, a Alger, la massacre a la rue d'Isly el 26 de març. Els Pietri es trobaven entre els centenars de milers de Pieds-noirs francesos que es van exiliar a la França continental. La família es va traslladar temporalment a Petit-Quevilly, als suburbis de Rouen, on Xavier Pietri va trobar feina com a agrònom comercial.
A principis de 1963, va ser traslladat a Casablanca a un lloc de director de vendes al Marroc. La família torna al nord d'Àfrica durant gairebé quatre anys. Al seu retorn a França, s'instal·là a Le Pecq, prop de Saint-Germain-en-Laye.
Adolescència i joventut a França (1967-1975)
Quan era adolescent, Julie va ser introduïda a la música pel seu germà, que sovint la portava a concerts, sobretot en clubs de jazz. Durant aquest període, va optar per substituir el seu primer nom de pila, Nicole, pel seu segon, Juliette; aquest primer nom és el de la seva àvia paterna a qui té una gran admiració. Una mica més tard, Juliette deixa pas a Julie.
Com a estudiant de batxillerat, es va incorporar a un grup de música anomenat "Julie + Transit" amb el qual va treballar la seva veu en cançons de, entre d'altres, Véronique Sanson, Janis Joplin i Joe Cocker. Als divuit anys va aprovar el batxillerat, després va entrar a la facultat de medicina de París (a la Salpêtrière) per estudiar logopèdia. Va gravar els seus primers 45 l'any 1975 amb "Transit": On s'est laissez faire, una adaptació francesa d'un èxit de John Denver (Annie's Song).
La Bande à Basile (1976-1979)
Va ser durant el seu darrer any d'estudis quan Julie Pietri va signar el seu primer contracte d'artista, l'any 1976. Després d'una audició, amb la cançó Vancouver de Véronique Sanson, Fille du silence, autobiographie (2009), éditions Michel Lafon. es va incorporar a "La Bande à Basile", produïda per Claude-Michel Schönberg i Alain Boublil. En aquest grup de música per a nens (originalment), el vestuari del qual està en part inspirat en la "Commedia dell'arte", interpretarà el paper d'una gitana. No obstant això, va acabar els estudis, va obtenir el diploma de logopeda i, alhora, va combinar classes de dansa i gravacions d'estudi.
L'èxit del grup està allà amb títols com Les Chansons françaises i sobretot La Chenille, l'any 1977. Així actua Julie a l'escenari de l'Olympia gràcies a Salvatore Adamo que convida el grup a assegurar la primera part del seu espectacle.
Debut en solitari i primers èxits (1979-1985)
Observada dins de la Bande à Basile, Julie va ser convidada l'any 1979 pel segell CBS (ara Sony Music) per interpretar la cançó Magdalena. Aquesta balada tenyida de ritmes llatinoamericans va ser tot un èxit i va aconseguir la 6a posició dels més venuts. Va permetre a la cantant gravar el seu primer àlbum, Julie, el 1980, amb la contribució del cantautor Jean Schultheis i el lletrista Jean-Marie Moreau. El 1981 va sortir en solitari per primera vegada a l'escenari d'Olympia gràcies a Sacha Distel. Seduït per la veu de la jove cantant, la convida a participar en el seu espectacle i a cantar amb ell dos títols a duet (entre ells la cançó Un homme et une femme). El mateix any, va signar un contracte amb Carrère, la primera productora de Sheila.
L'any 1982, Julie va tornar a tenir gran èxit amb el títol I want to believe, una cançó rítmica post-disco amb accents gospel. Aleshores va decidir començar a escriure el seu primer text i va optar per adaptar I Go to Sleep del grup "The Kinks" en francès, un títol que va reprendre aleshores Chrissie Hynde i els Pretenders. La cançó es va titular Et c'est comme si i també es va convertir en un dels seus best sellers.
A la primavera de 1983, Julie va presentar una idea al seu productor: adaptar una cançó de blues nord-americana al francès per cantar-la a duet amb un home. Convençut, Claude Carrère va recórrer a l'equip artístic del cantant Herbert Léonard. Aquest li proposa gravar més aviat un títol inèdit. Encara que el text no sedueix a Julie, accepta combinar la seva veu amb la d'Herbert Léonard. Els dos artistes formen llavors la parella damants bojos de la música, slow signat Vline Buggy per a la lletra i Julien Lepers per a la música. El seu duet romàntic va rebre una excel·lent acollida del públic i es va convertir en un dels èxits de l'estiu de 1983, fet que els va portar a anar de gira per França l'any següent. Es preveu el naixement d'un àlbum conjunt però Julie prefereix deixar-ho així, amb la intenció de cantar textos més personals.
Durant l'any 1984, Julie va fundar la seva pròpia línia de maquillatge i la va promocionar mentre continuava gravant senzills (Dernier appel, Tora Tora Tora, À force de toi...). El 1985, va organitzar temporalment una secció setmanal de maquillatge al programa C'est encore mieux l'après-midi de Christophe Dechavanne. A l'octubre, Julie grava amb un grup de vint-i-quatre dones, incloses Barbara, Jane Birkin, Nicole Croisille, Alice Dona, Nicoletta i Michèle Torr, La chanson de la vie per a l'organització benèfica CARE France, en benefici de les dones del Sahel. A finals del mateix mes, va tornar a actuar a l'Olympia, estrenant per a Frédéric François i amb el director Guesch Patti. Posteriorment, Julie decideix trencar el seu contracte amb Carrère i fer una pausa per trobar-se musicalment. Aleshores accepta donar-li els drets de totes les seves cançons anteriors. El llançament del disc À force de toi tanca la seva col·laboració i es basa en els èxits de Julie des del seu debut.
Julie es converteix en Julie Pietri (1986-1994)

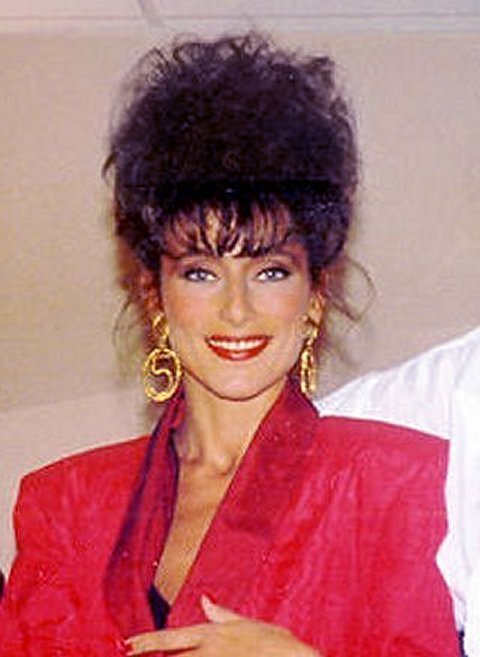
Julie Pietri, a l'altura de la seva carrera, el 1987.

Ève lève-toi és el primer senzill del seu nou àlbum Le Premier Jour, la lletra del qual, coescrita per la cantant, revela les seves arrels orientals. El febrer de 1987, la cançó Nuit sans issue acompanya la publicació d'aquest disc compost per Vincent-Marie Bouvot, un jove músic descobert per Julie. Torna a cantar sota el segell CBS i després actua als escenaris de França, Bèlgica i Suïssa però també a l'estranger: a Reunió, Tahití, Nova Caledònia... Uns mesos després, Julie participa amb altres artistes en l'enregistrament d'una cançó a favor. dels boat-people del sud-est asiàtic: Dernier Matin d'Asie (22è del Top 50). Al desembre, el cantant va oferir una sèrie de concerts a l'Olympia, com a protagonista principal, seguits d'una gira per França durant l'hivern. Va cantar en aquest moment "Nouvelle vie", el segon gran èxit del disc, classificada durant quinze setmanes en el Top 50 (millor lloc: 31è), i va reprendre a l'escenari Non, je ne regrette rien d'Édith Piaf i La vie ne m'apprend rien de Daniel Balavoine.
L'any 1988 es va comercialitzar el vídeo dels concerts de l'Olympia. A finals d'hivern, Julie Pietri grava el videoclip de l'últim senzill del seu disc, el slow Immortelle, a Sri Lanka. Ella optarà per batejar amb el nom d'aquesta cançó el primer perfum de la seva línia de productes de bellesa. Després del llançament dels productes per a la cura de la pell al setembre, Julie passa el final d'any seleccionant i escrivint noves cançons.
L'abril de 1989, després d'uns mesos d'absència, Julie Pietri va fer la seva reaparició mediàtica amb un nou look (cabell vermell brillant) i un nou disc: La Légende des madones. El so és en general més rock que en l'anterior disc. Julie va trucar al cantant i compositor Daran, que va produir dos dels onze títols per a ella (Feeling en noir i Joh-Daï). Si els senzills no es van convertir en èxits, l'àlbum va pujar al lloc 39 a Top Albums. El primer fragment es titula Salammbô, una cançó inspirada en el personatge femení oriental de Gustave Flaubert. El videoclip està rodat a Portugal sota la direcció de Léon Desclozeaux. Una primera gira comença a finals de maig i una segona a mitjans de l'estiu. Amb motiu del bicentenari de la Revolució Francesa, de la qual és la padrina, va gravar les cançons Alleluya sobre l'afer del collar i La Carmagnole per al disc La Révolution Française par les chansons de la rue et du peuple (venut a benefici de Metges Sense Fronteres).
L'any 1990 estarà marcat per la publicació del tercer extracte de l'àlbum, Étrangère, la publicació de fotos sensuals de la cantant al número de maig de la revista Lui així com una gran gira de més de quaranta parades a França al llarg del estiu. El 1991 va deixar el seu productor amb el qual va compartir la vida durant deu anys.
El 16 de març de 1992, Julie Pietri va donar a llum a Manon, el pare de la qual era músic. A causa de les dificultats trobades per tenir un fill i dels problemes de salut del nounat, la cantant va decidir aleshores posar en suspens la seva carrera professional. Aquesta aturada li permetrà dedicar-se plenament a la seva filla però també conèixer la comèdia, al Cours Florent, i començar una llarga psicoanàlisi, com confiarà més endavant a la seva autobiografia. El mateix any es van publicar una recopilació i una doble recopilació que inclou una cançó inèdita.
Declivi i renaixement de la dècada de 1990 (1995-2002)
Publicat a la primavera de 1995, l'àlbum Féminin singulière, arranjat per Jean-Pierre Pilot, aporta nous sons a algunes de les seves velles cançons revisades. També conté nous títols signats Julie Pietri per als textos i essencialment François Bernheim per a la música. L'àlbum va rebre el reconeixement de la crítica i la cantant va actuar a París al "Petit Journal Montparnasse" i després al "New Opus Café" per a trobades acústiques íntimes amb el seu públic.
El 1996, Julie va reprendre l'èxit dels Pretenders adaptant-lo en francès: I'll stand by you es va convertir en Je pense à nous. Durant l'estiu, "France 2" li va demanar que interpretés la balada Canto di Sorenza amb el grup "Voce di Corsica" (cor polifònic cors). Va gravar aquesta cançó per als crèdits de la telefilme Dans un grand vent de fleurs emesa al setembre i octubre. El títol ocuparà el lloc 36 del Top 50.
L'agost de 1997, Julie Pietri va fer la portada de Playboy i va lliurar algunes fotos d'ella un xic nua. A finals de la dècada de 1990, la cantant es va fer discreta en el panorama musical francès. La seva notorietat, però, li permet ser protagonista de diverses gales o convidada de discoteques. Alhora, es dedicarà a un altre àmbit que li agrada convertint-se, com la seva antiga línia de maquillatge, ambaixadora de "Dermolifteur", una marca de productes de bellesa,
A principis de juny de 2000, amb l'acostament de l'Orgull Gai a París, Julie Pietri va gravar una versió de ball dÈve lève-toi en exclusiva per a l'àlbum recopilatori Paris Pride 2000. El mateix any va sortir un "best of" titulat Ève lève-toi. La cantant va tornar a connectar amb el públic parisenc durant un concert al teatre Boulogne-Billancourt el febrer de 2001. De nou, va actuar als escenaris provincials durant les gires d'estiu i va participar en nombrosos programes de televisió (Tubes d'un jour, èxits clàssics, La chanson no 1, Guanyadors de l'any, Absolució 80...). El 2002, Julie Pietri va ser nomenada "musa de la dècada de 1980" en una enquesta de NRJ/Chérie FM. Durant la seva gira d'estiu, va gravar un duet que marcava el seu retrobament amb Herbert Léonard: Orient Express.
Tornada guanyadora i àlbums nous (2003–2010)

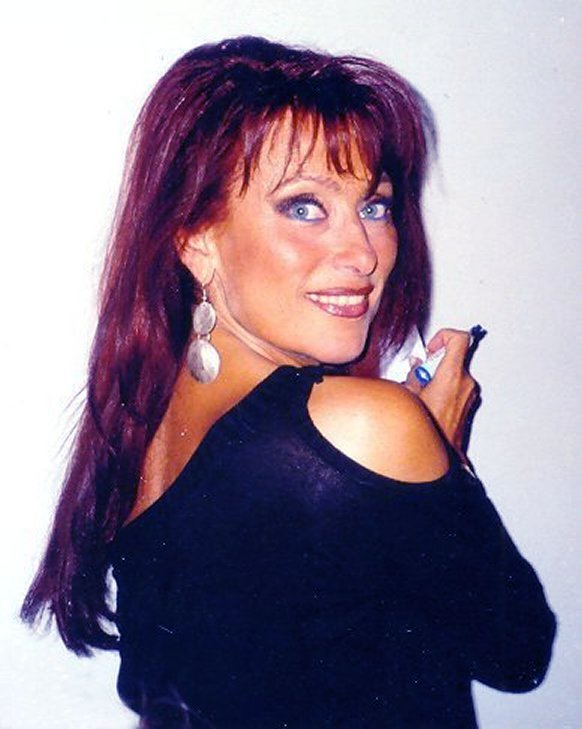
El maig de 2003, Julie Pietri va guanyar el programa Retour Gagnant.

El programa de televisió "Retour Gagnant", el 23 de maig de 2003, va donar un impuls a la carrera de Julie Pietri. Aclamada pels espectadors per la seva interpretació de Living for the best de Johnny Hallyday, va guanyar aquest concurs de cançons organitzat per TF1. A continuació, la cantant va actuar a l'escenari d'Olympia durant el festival Rose d'Or. A principis de setembre va presentar el seu disc Lumières, que reuneix els èxits anteriors, versions com Lettre à France o Ils s'aime, i noves cançons. El disc, publicat per Sony Music, vendrà més de 50.000 còpies.
Guanyadora de Fruit of Return, un senzill titulat Si on parlait de ma vie va ser llançat al febrer de 2004 per Universal i va ocupar el lloc 43 del Top 50. Essaï signa la música i col·labora amb la cantant per a la redacció del text. Aquest últim evoca els capricis de la vida de Julie Pietri com a artista i la seva relació amb el públic. Els arranjaments de rock simfònic estan gravats amb l'Orquestra Filharmònica de Budapest. Un cop més a l'Olympia, Julie va interpretar aquest títol durant l'edició de 2004 de la Rose d'Or.
A principis de 2005, Julie Pietri va participar en l'enregistrament del títol La terre est enrage, una cançó col·lectiva per iniciativa de "CARE France", en ajuda de les víctimes del tsunami del 26 de desembre de 2004 a l'oceà Índic. En col·laboració amb la revista Ici Paris, fa la seva gira d'estiu per França.
El gener de 2006, es va publicar un DVD de col·leccionista de l'Olympia de 1987 amb un bonus de quatre vídeos musicals i una entrevista-informe sobre l'artista rodada uns mesos abans. Durant aquest període, va oferir, sobretot, un concert al casino d'Ais de Provença en benefici dels nens amb paràlisi cerebral. Al març, Julie actua durant tres vetllades al "Duc des Lombards", un reconegut club de jazz del barri de Halles de París. L'estil musical del seu repertori s'orienta deliberadament cap a una atmosfera més jazzística. En la seva gira de cant, Julie tria interpretar un estàndard de Nat King Cole titulat L-O-V-E.
El 2007, el DVD de col·leccionista es va completar amb una versió extra CD + DVD. Al maig i juny, Julie Pietri grava les cançons del seu nou àlbum anomenat Around Midnight. Per a la producció d'aquest disc, s'envolta d'un nou equip artístic i treballa en un concepte que barreja sons jazzístics amb grans cançons de varietat francesa com Les Mots bleus, Obviously o La Belle Vie. A principis de novembre, Julie presenta la seva nova gira de cant jazz a París a la "Scène Bastille", durant dues nits, després al Bataclan per a un únic concert durant el qual s'envolta d'una vintena de músics (cordes, metalls, piano, cors...) inclosa la Music Art Orchestra. Al final de cada concert es posa a la venda al públic una edició de col·leccionista del seu nou àlbum (limitat a 1.000 exemplars) amb llibret de fotos.
El març de 2008, l'àlbum Around Midnight estava disponible a la majoria de plataformes de descàrrega legal, i després es va llançar al mercat al maig. Paral·lelament, Julie Pietri va donar els seus primers passos com a actriu a Pas de secrets entre nous. Durant la primavera, la cantant roda un conjunt d'episodis com a estrella convidada d'aquesta sèrie de televisió emesa a M6 entre el 30 de juny i el 8 d'octubre de 2008. A principis de desembre, un any després del concert de Bataclan, es comercialitza un DVD de l'espectacle titulat Julie Pietri i l'Orquestra d'Art Musical: en directe al Bataclan.
A principis de 2009, el DVD Bataclan es va completar amb un conjunt de CD/DVD d'edició limitada que comprenia el DVD, l'àlbum CD Autour demidi i un mini CD en directe del concert. El 28 de maig, Julie Pietri torna a actuar en un escenari parisenc, l'Alhambra, amb una gira de cant renovada. Acompanyada pels seus músics i un grup de gospel, va celebrar després els seus trenta anys de carrera.
L'1 d'octubre de 2009, Julie Pietri va publicar Fille du silence, el seu primer llibre, amb les edicions de Michel Lafon. En aquest llibre autobiogràfic, la cantant parla especialment de la seva infantesa marcada per la guerra d'Algèria, la seva relació amb la seva mare, la seva carrera interrompuda en part per la seva filla Manon i les trobades que van marcar la seva vida. L'elecció del títol Filla del silenci prové essencialment del silenci en què Julie Pietri es tancava sovint durant la seva infantesa i del seu desig fins aleshores de no parlar detalladament de la seva vida privada.Fille du silence, autobiographie (2009), éditions Michel Lafon. Durant els mesos següents, va estar present en diverses fires del llibre a França o en molts centres comercials on va signar el seu llibre de testimonis.
Des del 22 de març de 2010, tres nous remixes dÈve lève-toi estan disponibles a les plataformes de descàrrega legal. Aquestes noves versions van ser produïdes per Stephan Evans, DJ de Radio FG i músic de la nova escena Electro.
The Tender Age and Stars 80 anys (2011-2019)
A principis de gener de 2011, al plató del programa Champs-Élysées de France 2, Julie Pietri va cantar Ève lève-toi a duet amb Christophe Willem que, per a l'esdeveniment, va reorquestrar el títol. Els dies 17 i 18 de gener de 2011, Julie torna a pujar a l'escenari de l'Olympia per la seva participació a l'espectacle "Otis & James: the Kings of Soul". Al costat de Manu Dibango, Joniece Jamison, Michel Jonasz, Gilbert Montagné, Quentin Mosimann i Ahmed Mouici, la cantant ret homenatge a Otis Redding i James Brown. Al març, Julie s'uneix a la gira "Tender Age", la gira d'ídols. Participa a la 6a edició que compta amb més de cinquanta dates inclosa una etapa al Quebec.
El gener de 2012, Julie Pietri es va reunir amb Herbert Léonard per cantar Amoureux fous, un èxit de l'estiu de 1983, al plató del programa "M6 Années 1980: le retour". Posteriorment, els dos artistes van anunciar que havien decidit reformar el seu duet per interpretar els seus grans èxits durant una gira 2012-2013. A l'abril, Julie va marxar al Líban per participar al concert "Les Années Bonheur Given" a Beirut per iniciativa de l'ambaixada francesa. A principis de novembre, també participa en el creuer organitzat per Tender Age, la gira d'ídols d'un cop l'any a bord del MSC Fantasia. A mitjans de novembre, la cantant va tornar a ser actriu, com el 2008, i es va incorporar a l'equip de Dreams: 1 Rêve 2 Vies, una sèrie de televisió d'accés en hora de màxima audiència de NRJ 12. El rodatge d'aquesta telenovel·la, produïda per JLA, L'efecte té lloc durant la tardor a l'illa de Saint-Martin, a les Índies Occidentals.
A partir del març de 2013, Julie Pietri va tornar a participar en la gira "Tender Age, the idol tour" (8a edició). També continua els seus concerts per França en solitari o a duet amb Herbert Léonard. A finals de maig, el cantant va rebre el trofeu "Comeback of the Year 2013" del lloc web de Buzz Land, gràcies als vots dels usuaris d'Internet. A partir del juny, apareix puntualment a la gira Stars 80 (concerts a Lille, Montbéliard, Nancy, Paris Bercy i Compiègne).
El 6 de gener de 2014 va començar l'emissió de la sèrie de televisió "Dreams: 1 Rêve 2 Vies" a NRJ 12, en què Julie Pietri feia el paper d'una directora de comunicació disposada a tot per l'èxit de la seva filla. Quatre dies després, la cantant puja a l'escenari del Casino de París en companyia de Pascal Danel, amb motiu del seu concert homenatge a Gilbert Bécaud. El març de 2014 va participar per tercera vegada al creuer Age Tender. Durant la primavera i l'estiu, Julie continua amb la seva participació ocasional a Stars 80 (concerts a Maurici, Reunion i Brignoles) abans d'integrar totalment la nova gira "Stars 80 - L'origine" que comença a l'octubre.
Al novembre, la cantant va publicar el doble disc L'Amour est en vie, subtitulat De Julie à Julie Pietri. Es tracta d'una antologia formada per 35 cançons, algunes de les quals estan inèdites, destacant el nou senzill L'Amour est en vie (dirigit per Vincent-Marie Bouvot, el compositor dÈve lève-toi), així com el DVD del concert de 2007 al Bataclan.

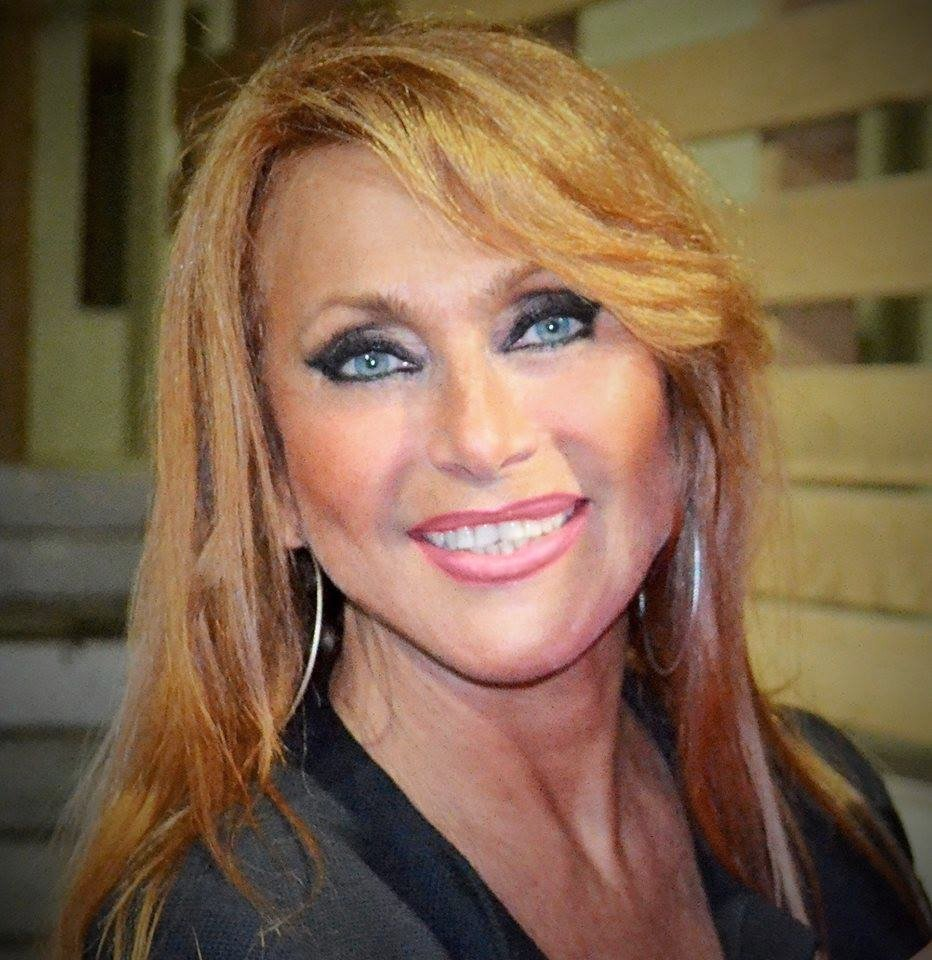
El 2014, Julie Pietri es va unir a la gira Stars 80.

El març de 2015, per tal de promocionar el seu nou senzill L'Amour est en vie mitjançant la producció d'un vídeo musical de qualitat, Julie Pietri va fer una crida al seu públic perquè l'ajudés a finançar-lo. El projecte es presenta a Ulule, un lloc europeu de finançament col·lectiu líder. Finalment, el clip es donarà a conèixer al públic a principis de setembre. Durant el mes d'abril, Julie copresenta amb Jean-Pierre Pasqualini la retransmissió dels programes de varietats dels anys vuitanta al canal de televisió Melody. Paral·lelament, la cantant va actuar a l'escenari de la gira "Stars 80 - L'origine", que es va reiniciar després d'una pausa hivernal i va marxar a conèixer noves ciutats, inclosa una parada a l'Estadi de França el 9 de maig del. Aleshores es va publicar un nou premsat del recopilatori del 2014 amb una nova versió, tres cançons addicionals i un canvi de títol: L'Essentiel.
El setembre de 2016 es van publicar dos remixes del senzill L'Amour est en vie, produïts pel DJ israelià Guy Scheiman. El 27 d'octubre, Julie Pietri participa a la cercavila d'inauguració de la 22a fira de la xocolata de París amb un vestit fet per una estilista i una xocolatera. Al costat de notablement Anaïs Delva, Flora Coquerel, Delphine Wespiser, Alex Goude i Jean-Marc Généreux, dona suport a les accions de l'associació "Mécénat Chirurgie Cardiaque". Des del 4 de novembre de 2016 fins al 22 de desembre de 2017, torna a les carreteres de França com a part de la gira "Stars 80", ja fa 10 anys!
L'1 de desembre de 2017 es va publicar un àlbum doble d'aniversari en directe de la gira "10th Stars 80", en el qual Julie Pietri va interpretar especialment Magdalena, Ève lève-toi i Étienne de Guesch Patti. L'endemà, va actuar per primera vegada amb la troupe a la nova sala de Paris La Défense Arena.
El novembre de 2018, va tornar a fer una gira amb "Stars 80 & Friends - Triomphe". El 6 d'abril de 2019, durant la 19a cerimònia oficial de Murex d'or a Beirut, Julie Pietri va rebre un Murex honorífic per l'extensió de la seva carrera, sota les càmeres de MTV Liban.
Gires i àlbums dorigami (des del 2020)
El gener de 2020, Julie Pietri comença la seva participació a la gira "Best Of 80" amb una primera cita al Dôme de Paris - Palais des Sports. A principis de juliol, va llançar una nova versió de Salammbô (el senzill insígnia del seu àlbum de 1989 La Légende des madones) a les plataformes digitals, acompanyada de tres remixes. Una edició en CD així com un pack de col·leccionista (amb samarreta, distintiu i bossa) estan disponibles per a la venda per correu.
El 13 de juliol, Julie i el seu equip ofereixen una botiga en línia oficial amb tots els articles de la botiga del club de fans. El 6 de gener de 2021, Julie i el seu equip proposen un nou lloc web.
El 28 d'abril de 2022, l'artista torna amb un nou senzill, que anuncia un nou àlbum titulat Origami, que es publicarà el 3 de juny de 2022, que porta per títol Les Hommes Qui Pleurent. Aquest títol va acompanyat d'un clip oficial disponible al canal de Youtube de la cantant. El senzill també està disponible en format físic venut per correu per la casa de producció de Julie Pietri.

## Discografia

### Albums estudi
- 1980: Julie
- 1985: À force de toi
- 1987: Le Premier Jour
- 1989: La Légende des madones (Plantilla:39e au Top Albums)[47]
- 1995: Féminin singulière (Plantilla:23e au Top Compilations)[47]
- 2003: Lumières (Plantilla:72e au Top Albums)[47]
- 2007: Autour de minuit[48]
- 2022: Origami (99 ème[49], puis 177 ème[49], puis 170 ème[49], puis 144 ème[49]au Top Albums pendant 4 semaines)

### Àlbums en directe
- 2007: Julie Pietri à l'Olympia (CD + DVD bonus)
- 2009: Autour de minuit, l'intégrale (coffret double CD + DVD - édition limitée)
- 2011: Âge tendre, la tournée des idoles - Volume 6 (avec les titres Magdalena et Ève lève-toi)
- 2017:  Stars 80, l'album anniversaire (avec notamment les titres Magdalena et Ève lève-toi et Étienne de Guesch Patti)

### Principals compilacions
- 1992: Collection Or Julie Pietri et Double Collection Or Julie Pietri
- 1995: Gold Julie Pietri (réédition Collection Or Julie Pietri)
- 1997: Gold Julie Pietri (réédition Collection Or Julie Pietri)
- 2000:  Ève lève-toi
- 2001: Les indispensables de Julie Pietri (réédition Collection Or Julie Pietri)
- 2014: L'Amour est en vie
- 2015: L'Essentiel

### Singles
| - 1975: On s'est laissé faire / Rien qu'un jour (avec le groupe Transit) - 1979: Magdalena - 1980: Merci - 1980 : J'me maquille blues / J'ai envie d'être à vous - 1981: Let's fall in love / Cœur sauvage - 1982: Je veux croire - 1982 : Et c'est comme si - 1983: Amoureux fous (en duo avec Herbert Léonard) - 1984: Ma délivrance - 1984 : Dernier appel - 1984 : Tora Tora Tora - 1985: À force de toi - 1986: Ève lève-toi - 1986 : Listen to your heart (version anglaise d'Ève lève-toi) - 1987: Nuit sans issue - 1987 : Nouvelle vie | - 1988: Immortelle - 1989: Salammbô - 1989 : Priez pour elle - 1990: Étrangère - 1994: Devinez-moi - 1996: Je pense à nous - 1996 : Canto di Sorenza (avec Voce di Corsica, Jackie Micaelli et Marie-Ange Geronimi) |

## Participacions
- 1980: La fête populaire, Méditation et Chanson d'au revoir, titres enregistrés pour l'album La Misa Campesina du Nicaragua de Gérard Palaprat[52] (adaptation française de l'œuvre de Carlos Mejía Godoy)
- 1985: La chanson de la vie, single enregistré avec un groupe de vingt-quatre femmes pour l'association caritative CARE France au profit des femmes du Sahel[53]
- 1987: Dernier matin d'Asie, single collectif enregistré en faveur des boat-people en Asie du Sud-Est (sous le nom Sampan)
- 1989: Alleluya sur l'affaire du collier et La Carmagnole, titres enregistrés pour l'album La Révolution Française (par les chansons de la rue et du peuple)
- 1996: Canto di Sorenza, titre figurant sur l'album Dans un grand vent de fleurs (bande originale du téléfilm du même nom)
- 2000: Ève lève-toi, version dance enregistrée spécialement pour l'album-compilation Paris Pride 2000
- 2002: Orient Express et Sur tes lèvres, titres enregistrés en duo avec Herbert Léonard pour son album Aimer une femme
- 2003: Vivre pour le meilleur de Johnny Hallyday, reprise enregistrée pour l'album Retour gagnant
- 2005: La terre est en colère, chanson collective enregistrée pour CARE France en aide aux victimes du tsunami du 26 décembre 2004 dans l'océan Indien[54]

## Videografia
- 1988: Julie Pietri en concert (cassette VHS Olympia 1987)
- 2006: Julie Pietri à l'Olympia (DVD)
- 2008: Julie Pietri et le Music Art Orchestra : Live au Bataclan (DVD)
- 2009: Autour de minuit, l'intégrale (coffret double CD + DVD - édition limitée)
- 2011: Âge tendre, la tournée des idoles - Volume 6 (avec les titres Magdalena et Ève lève-toi)
- 2014: L'Amour est en vie (coffret double CD + DVD)
- 2015: L'Essentiel (coffret double CD + DVD)</smal

## Televisió
- 1985: animatrice d'une rubrique hebdomadaire sur le maquillage dans l'émission C'est encore mieux l'après-midi, présentée par Christophe Dechavanne sur Antenne 2.
- 2008: comédienne dans la série télévisée Pas de secrets entre nous sur M6. Julie Pietri y joue son propre rôle de chanteuse mais le scénario est très fictif.
- 2014: comédienne dans la série télévisée Dreams : 1 Rêve 2 Vies sur NRJ 12 (personnage d'Anouk Pontier).
- 2015: co-animatrice avec Jean-Pierre Pasqualini sur Melody (présentation d'émissions de variétés des années 1980 durant le mois d'avril).
- 2016: comédienne dans la série télévisée Comprendre et pardonner sur 6ter (saison 1 - épisode 37).

## Publicació
- Éditions Michel Lafon. Fille du silence (en francès), 2009, p. 210. ISBN 978-2-7499-1034-5.

## Homenatge
Une rose est baptisée du nom de Julie Pietri en 2018.